# Cucut mostatxut
El cucut mostatxut (Hierococcyx vagans) és una espècie d'ocell de la família dels cucúlids (Cuculidae) que habita boscos de les terres baixes de la Península Malaia, Sumatra i Borneo.